# Ulrich Kaiser (Musiktheoretiker)

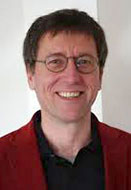
Ulrich Kaiser (2018)

Ulrich Kaiser (* 1963 in Berlin) ist ein deutscher Musiktheoretiker und Musikwissenschaftler. Der Schwerpunkt seiner Arbeit liegt in einer Open Education für den Bereich der Musik.

## Leben
Nach dem Schulbesuch (Grundschule am Weinmeisterhornweg, Kant-Gymnasium Berlin) studierte er an der Hochschule der Künste Berlin Chorleitung, Gesang/Musiktheater, Musiktheorie sowie Gehörbildung. Seit 1987 unterrichtete er an verschiedenen Institutionen (Musikschule Berlin-Wilmersdorf, Evangelische Kirchenmusikschule Berlin-Spandau, Hochschule der Künste Berlin) und arbeitete als freiberuflicher Chorleiter und Sänger. 1997 folgte Ulrich Kaiser einem Ruf als Professor für Musiktheorie an die Hochschule für Musik und Theater München. 2006 wurde er mit einer Arbeit über Wolfgang Amadeus Mozart im Fach Musikwissenschaft promoviert (»Die Notenbücher der Mozarts als Grundlage der Analyse von W. A. Mozarts Kompositionen 1761–1767«). Von 2008 bis 2014 war er Vorstandsmitglied der Gesellschaft für Musiktheorie, von 2005 bis 2015 leitete er den Arbeitskreis Musiktheorie und Neue Medien dieser Gesellschaft. Von 2012 bis 2018 war er Vorsitzender des Promotionsausschusses, 2013 wurde er vom Senat zum Ombudsmann für Fragen „guter wissenschaftlicher Praxis“ bestellt. Ulrich Kaiser war Mitglied der Gesellschaft für Popularmusikforschung und ist Mitglied des Musikwissenschaftlichen Instituts der Hochschule für Musik und Theater München, der Gesellschaft für Musikforschung, des  Bundesverbands Musikunterricht sowie der Gesellschaft für Musiktheorie. 2011 übernahm Ulrich Kaiser einen Lehrauftrag für Multimedia, von 2015 bis 2024 war er verantwortlich für den Bereich Multimedia in den Lehramtsstudiengängen der Hochschule für Musik und Theater München. Seit 2024 ist Ulrich Kaiser Mitglied im Bündnis Freie Bildung, im selben Jahr wurde er von OE Global für den Open Education Award for Excellence 2024 in der Kategorie Educator Award nominiert. 2025 erhielt er den Preis für gute Lehre des  Bayerischen Staatsministeriums für Wissenschaft und Kunst.

## Open Education
Bekannt wurde Ulrich Kaiser durch seine Buchpublikationen, Unterrichtshefte und Fortbildungstätigkeiten. Nach langjähriger und intensiver Zusammenarbeit mit namhaften Verlagen (Bärenreiter, Klett) hat er sich seit 2009 zur Veröffentlichung von Open Educational Resources zur Musik entschieden (OpenBooks, Online-Tutorials, Videos, Software). 2014 erschien erstmals ein unter Creative Commons BY-SA lizenziertes OpenBook (»Kostenlose Software für den Musikunterricht«). Zur verlagsunabhängigen Verbreitung der E-Learning-Materialien werden für zwei verschiedenen Zielgruppen (Schülerinnen und Schüler an allgemeinbildende Schulen, Studierende an Musikhochschulen) verschiedene Domains unterhalten. Durch den Entschluss, die o. g. E-Learning-Angebote als OER und ohne Unterstützung von Musikverlagen bereitzustellen, hat sich die Webprogrammierung (C#, HTML5 und JavaScript) zu einem weiteren Interessenschwerpunkt entwickelt. In Zusammenarbeit mit Andreas Helmberger ist dabei als erstes größeres Projekt die Open-Source-Software AnaVis (MIT-Lizenz) entstanden, mit der sich auf einfache Weise musikalische Analysen visualisieren lassen (z. B. für den Musikunterricht an Musikhochschulen und allgemeinbildenden Schulen).

### ELMU
2018 initiierte Ulrich Kaiser für den Bereich der Musik mit Unterstützung der Hochschule für Musik und Theater München, der Castringius Kinder & Jugend Stiftung München sowie der ›Erika und Georg Dietrich Stiftung‹ die offene Lernplattform für Musik elmu. Im gleichen Jahr wurde mit Kolleginnen und Kollegen den Verein ELMU Education e. V. als Träger der Website gegründet, der 2019 vom Finanzamt München als gemeinnützig anerkannt worden ist. Seit 2019 ist Ulrich Kaiser 1. Vorsitzender des mittlerweile in Open Music Ácademy Education e. V. umbenannten Vereins.

### Open Music Academy
Im Februar 2021 initiierte Ulrich Kaiser an der Hochschule für Musik und Theater München das Projekt OER Lernplattform für Musik und wurde vom Präsidenten Bernd Redmann als Projektleiter eingesetzt. Ziel des Projekts ist es, leicht zugängliche Open Educational Resources für ein chancengerechtes, inklusives und effektives Lernen im Bereich der Musik zur Verfügung zu stellen. Die Innovationsidee liegt in der Weiterentwicklung der Software elmu-web zu einer umfassenden Lösung für die kollaborative Zusammenarbeit von Lehrenden und Lernenden an hochwertigen Materialien zum Musiklernen. Das Projekt wird von der unter dem Dach der Toepfer Stiftung gGmbH eingerichteten Stiftung Innovation in der Hochschullehre im Rahmen der ersten Förderbekanntmachung „Hochschullehre durch Digitalisierung stärken. Präsenzlehre, Blended Learning und Online-Lehre innovativ weiterdenken, erproben und strukturell verankern“ (FBM2020) vom August 2021 bis zum Dezember 2025 gefördert bzw. vollfinanziert. Am 1. Februar 2022 wurde die Lernplattform unter dem Namen Open Music Academy (OMA) veröffentlicht, der Quellcode wird unter dem Namen educandu framework unter MIT-Lizenz auf GitHub bereitgestellt. Eine besondere musikspezifische Funktionalität der OMA liegt in den streamingfähigen Medienanalyse-Tools, die eine Adaption der AnaVis-Idee für das Internet darstellen. 2024 wurde die Open Music Academy von OE Global mit dem Open Education Award for Excellence in der Kategorie Open Infrastructure ausgezeichnet.
2024 programmierte Ulrich Kaiser für die Open Music Academy ein Satzmodelle-Plugin, 2025 ein Lücken- und Fußnotentext-Plugin. Die Programmierungen für die Open Music Academy erfolgten ehrenamtlich, die Plugins wurden unter MIT-Lizenz auf GitHub und als NPM-Packages veröffentlicht.

## Publikationen

### Selbständige Publikationen

#### In Verlagen
- Gehörbildung. Satzlehre, Improvisation, Höranalyse, Grundkurs (= Bärenreiter Studienbücher Musik 10), Kassel 1998, ISBN 3-7618-1159-4
- Gehörbildung. Satzlehre, Improvisation, Höranalyse, Aufbaukurs (= Bärenreiter Studienbücher Musik 11), mit einem Formkapitel von Hartmut Fladt, Kassel 1998, ISBN 3-7618-1160-8
- Der vierstimmige Satz, Kantionalsatz und Choralsatz (= Bärenreiter Studienbücher Musik 12), Kassel 2002, ISBN 3-7618-1478-X
- Sonatenspiele, Wiener Klassik zum Mitspielen (= Applaus 17), unter Mitarbeit von Hans-Ulrich Schäfer-Lembeck, Leipzig 2003, ISBN 3-12-177870-6
- Arrangieren und Instrumentieren, Barock bis Pop (= Bärenreiter Studienbücher Musik 14), zusammen mit Carsten Gerlitz, Kassel u. a. 2006, ISBN 3-7618-1662-6
- Lamentobass, Ein musikalischer Topos von Monteverdi bis zu den Eagles (= Applaus 24), Leipzig 2006, ISBN 3-12-177822-6
- Die Notenbücher der Mozarts als Grundlage der Analyse von W. A. Mozarts Kompositionen 1761–1767, Kassel 2007, ISBN 978-3-7618-1999-9

#### Als Open Educational Resources
- Sonate und Sinfonie. Ein altes Thema auf neuen Wegen (= OpenBook 1), Karlsfeld 2009
- Johann Sebastian Bach. Ein Superstar gestern und heute (= OpenBook 2), Karlsfeld 2011
- Musiktheorie Now! Intervalle und Akkorde (= OpenBook 3), Karlsfeld 2012
- Musiktheorie Now! Praktische Harmonielehre: Sequenzen. Spiel-, Analyse- und Improvisationsmodelle für den Musikunterricht (= OpenBook 4), Karlsfeld 2012
- Lamentobass. Musik aus vier Jahrhunderten. Materialien für den Unterricht an allgemeinbildenden Schulen (= OpenBook 5), Karlsfeld 2013
- Ludwig van Beethoven. Die 5. Sinfonie. Materialien für den Unterricht an allgemeinbildenden Schulen (= OpenBook 6), Karlsfeld 2014
- Kostenlose Software für den Musikunterricht. Materialien für den Unterricht an allgemeinbildenden Schulen (= OpenBook 7), Karlsfeld 2014
- Musiktheorie Now! Harmonielehre. Harmonie und Form für Kompositionen in Dur (= OpenBook 8), Karlsfeld 2015
- Band-Impulse. Heft 4: Gehörbildung und Musiklehre. Übungen in Dur (= OpenBook 9/Heft 4), Karlsfeld 2016.
- Harmonielehre #reloaded. Eine praktische Anleitung für Musikerinnen und Musiker (= OpenBook 12), Karlsfeld 2016
- Formenlehre der Musik (= OpenBook 13), Karlsfeld 2019
- Filmmusik (= OpenBook 15), Karlsfeld 2020

#### Musik
- Inventionen plus One. Kammermusik mit Johann Sebastian Bach (= OpenBook 11), Karlsfeld 2015
- Band-Impulse. Heft 1: That Image (= OpenBook 9/Heft 1), Karlsfeld 2015
- Das Kinderhauslied (= OpenBook 10), Karlsfeld 2015
- Band-Impulse. Heft 2: Elise In Black (= OpenBook 9/Heft 2), Karlsfeld 2015
- Band-Impulse. Heft 3: Pattern und Styles 1 (= OpenBook 9/Heft 3), Karlsfeld 2015
- Thema und 12 Variationen über Happy Birthday To You (= OpenBook 14/1), Karlsfeld 2017
- Johannes Brahms. Ungarischer Tanz Nr. 5 arrangiert und mit einer Einleitung versehen von Ulrich Kaiser (= OpenBook 18/1), Karlsfeld 2017
- Kanon und 8 Variationen über Happy Birthday To You für vierstimmig gemischten Chor (= OpenBook 14/2), Karlsfeld 2017
- George Bizet. Carmen zu einer Suite arrangiert von Ulrich Kaiser (= OpenBook 18/2), Karlsfeld 2017
- J. Brahms. Walzer aus Op. 39 arrangiert für 2 Violinen von Ulrich Kaiser (= OpenBook 17/1), Karlsfeld 2021
- Chorsingen? Easy-Peasy! 12 einfache Chorsätze zum Loslegen für Chorklassen mit gleichen Stimmen und Instrumentalbegleitung (= OpenBook 20), Karlsfeld 2023
- Konzertsatz G-Dur für Violine solo und Orchester (= OpenBook 19), Karlsfeld 2024

### Beiträge
- s. hierzu die Publikationslisten

## Herausgebertätigkeiten
- Musiktheoretische Quellen 1750–1800. Gedruckte Schriften von J. Riepel, H. Chr. Koch, J. F. Daube und J. A. Scheibe, hrsg. von Ulrich Kaiser, mit einem Vorwort und einer Bibliographie von Stefan Eckert und Ulrich Kaiser, Berlin 2007, ISBN 978-3-89853-615-8
- Die Reihe Lernprogramme in: Bärenreiter Studienbücher Musik, hrsg. von Silke Leopold und Jutta Schmoll-Barthel

## Software
- AnaVis. Software (Freeware) zur Visualisierung musikalischer Analyse (zusammen mit Andreas Helmberger)